# ダヴィド・ヤロリーム
ダヴィド・ヤロリーム（David Jarolím, 1979年5月17日 - ）は、チェコ・中央ボヘミア州チャースラフ出身の元同国代表サッカー選手。現役時代のポジションはMF (CH)。

## 経歴
10代でドイツのバイエルン・ミュンヘンに移籍するも、トップチームでは1試合の出場に留まる。その後移籍した1.FCニュルンベルクやハンブルガーSVではレギュラーを掴み、2005年にはチェコ代表に初招集される。ドイツ・ワールドカップでは途中出場1試合に終わったが、その後はチェコ代表の主力として、EURO2008にも出場した。2012-13シーズンからエヴィアン・トノン・ガイヤールFCへ移籍した。
2013年1月、母国のFKムラダー・ボレスラフと1年契約を結んだ。2014年7月、健康上の理由により現役を引退し、同年12月にはムラダー・ボレスラフのスポーツディレクターに就任した。

## 人物
父はFKムラダー・ボレスラフ監督のカレル・ヤロリーム。兄はルカーシュ・ヤロリームで、従兄弟はマレク・ヤロリーム（ボヘミアンズ1905所属）とヤロリーム家はサッカー一家である。

## 代表歴

### 出場大会
- チェコ代表
  - 2006 FIFAワールドカップ

### 試合数
- 国際Aマッチ 30試合 1得点（2005年-2009年）[6]

| チェコ代表 | 国際Aマッチ | 国際Aマッチ |
| 年         | 出場        | 得点        |
| ---------- | ----------- | ----------- |
| 2005       | 1           | 0           |
| 2006       | 7           | 1           |
| 2007       | 5           | 0           |
| 2008       | 10          | 0           |
| 2009       | 7           | 0           |
| 通算       | 30          | 1           |